# Športska dvorana Sutinska vrela
Sutinska vrela je športska dvorana u zagrebačkoj četvrti Podsused. Ponajprije je namijenjena za košarkaške utakmice, stoga KK Podsused ovdje igra svoje domaće utakmice. Kapaciteta je oko 2000 gledatelja. 